# Falco 3
Falco 3 è il terzo album di Falco, pubblicato l'11 settembre 1985.
Fu il primo album di Falco ad essere prodotto dai produttori olandesi Bolland & Bolland. Come singoli vennero estratti Rock Me Amadeus, Vienna Calling e Jeanny.

## Tracce
LP GIG 222 127
CD Teldec 8.26210 ZP
CD GIG 74321 37832 2 (BMG)
1. Rock Me Amadeus - 3:22
2. America - 3:53
3. Tango The Night - 2:27
4. Munich Girls - 4:17
5. Jeanny - 5:53
6. Vienna Calling - 3:59
7. Männer Des Westens - Any Kind Of Land - 3:56
8. Nothin' Sweeter Than Arabia - 4:43
9. Macho Macho - 4:55
10. It's All Over Now, Baby Blue - 4:41

## Classifiche
| Classifica (1985) | Posizione raggiunta |
| ----------------- | ------------------- |
| Austria           | 1                   |
| Svizzera          | 1                   |
| Nuova Zelanda     | 2                   |
| Norvegia          | 3                   |